# Ermak Timofeevici

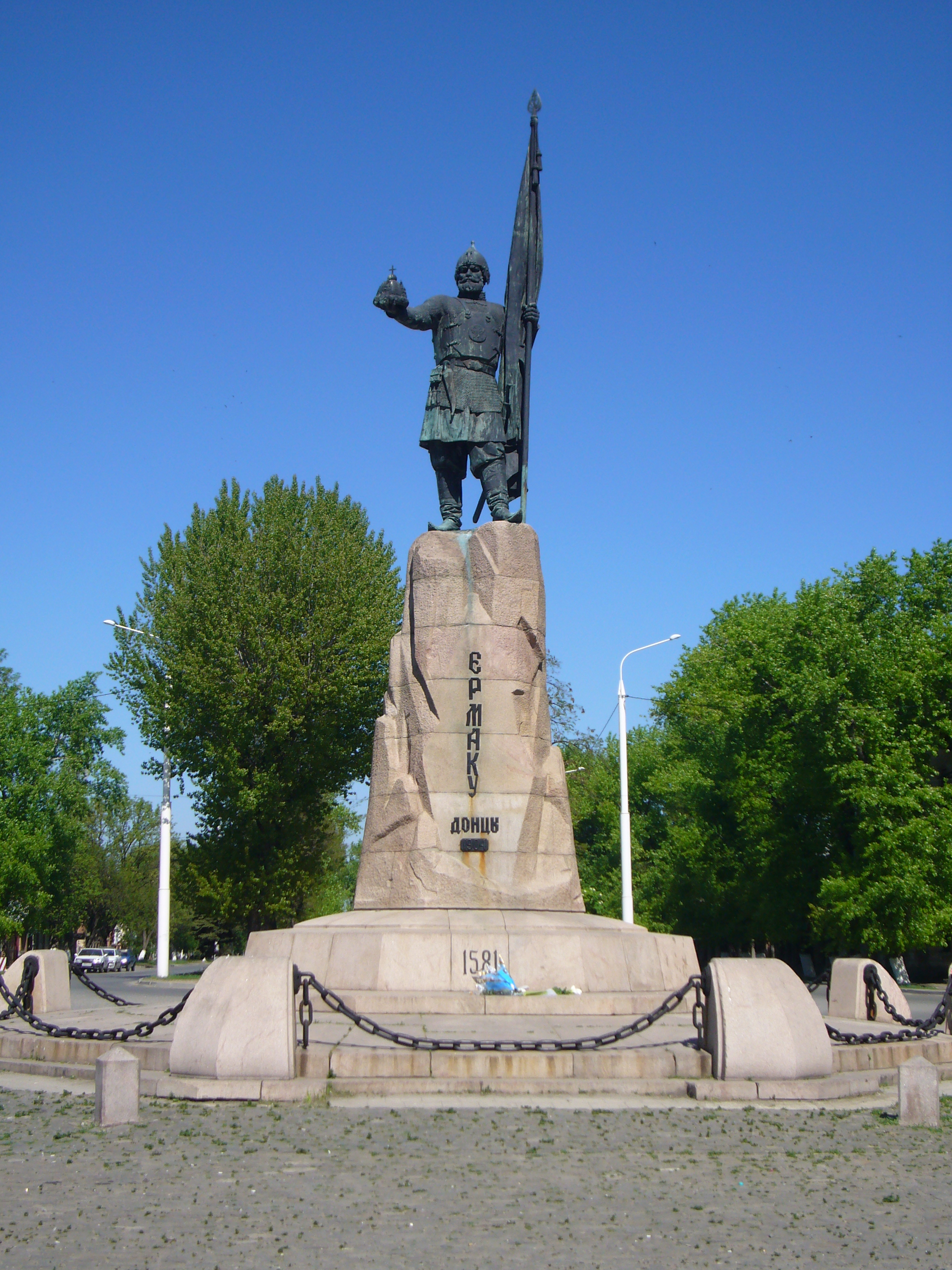
Monumentul atamanului Ermak din Novocerkask

Ermak Timofeevici (rus. Ермак Тимофеевич) (1537-1585, Siberia) a fost un ataman cazac, fiind considerat „Cuceritorul Siberiei”.
Familia bogată de negustori Stroganov din Perm (oraș de lângă Ural), profită de exploatarea  zăcămintelor de argint, fier și sare de pe valea Tura.
În vara anilor 1572 și 1573, sub conducerea hanului Kütșüm, au loc năvăliri tătare în regiune, aceste atacuri periclitând existența familiei Stroganov, care cheamă în ajutor, cu aprobarea țarului Ivan cel Groaznic, pe cazacii de pe Volga conduși de atamanul Ermak.
Stroganovii au angajat cazaci de pe Don și de pe Volga, conduși de hatmanul Ermak Timofeevici, iar în cursul expediției din 1581-1585, detașamentul sau întărit cu ostași ruși trimiși de țar, a pătruns în Siberia apuseană.
Ermak bine înarmat cu arme de foc, cu mai multe tunuri ușoare, având sub conducere numai 540 de cazaci, și 300 de mercenari învinge la sfârșitul lui octombrie 1582, lângă Tobolsk, pe Irtiș oastea hanatului Sibir  mult mai numeros dar mai slab înarmat.

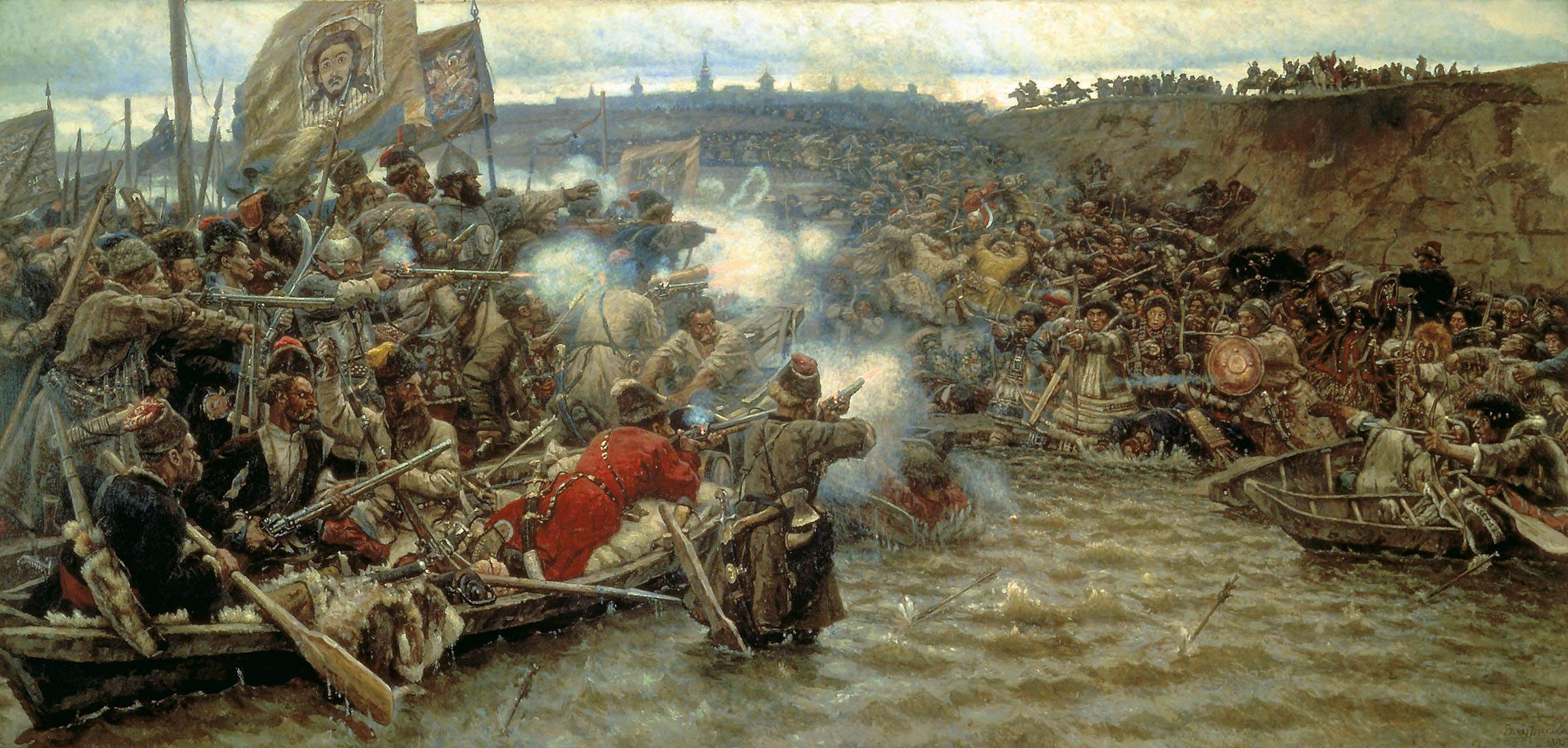
Cucerirea Siberiei de Vasili Surikov